# Burbank (Ohio)
Burbank is een plaats (village) in de Amerikaanse staat Ohio, en valt bestuurlijk gezien onder Wayne County.

## Demografie
Bij de volkstelling in 2000 werd het aantal inwoners vastgesteld op 279.
In 2006 is het aantal inwoners door het United States Census Bureau geschat op 273, een daling van 6 (-2,2%).

## Geografie
Volgens het United States Census Bureau beslaat de plaats een oppervlakte van
0,9 km², geheel bestaande uit land.

## Plaatsen in de nabije omgeving
De onderstaande figuur toont nabijgelegen plaatsen in een straal van 12 km rond Burbank.